# 히베이라그란드 (아소르스 제도)

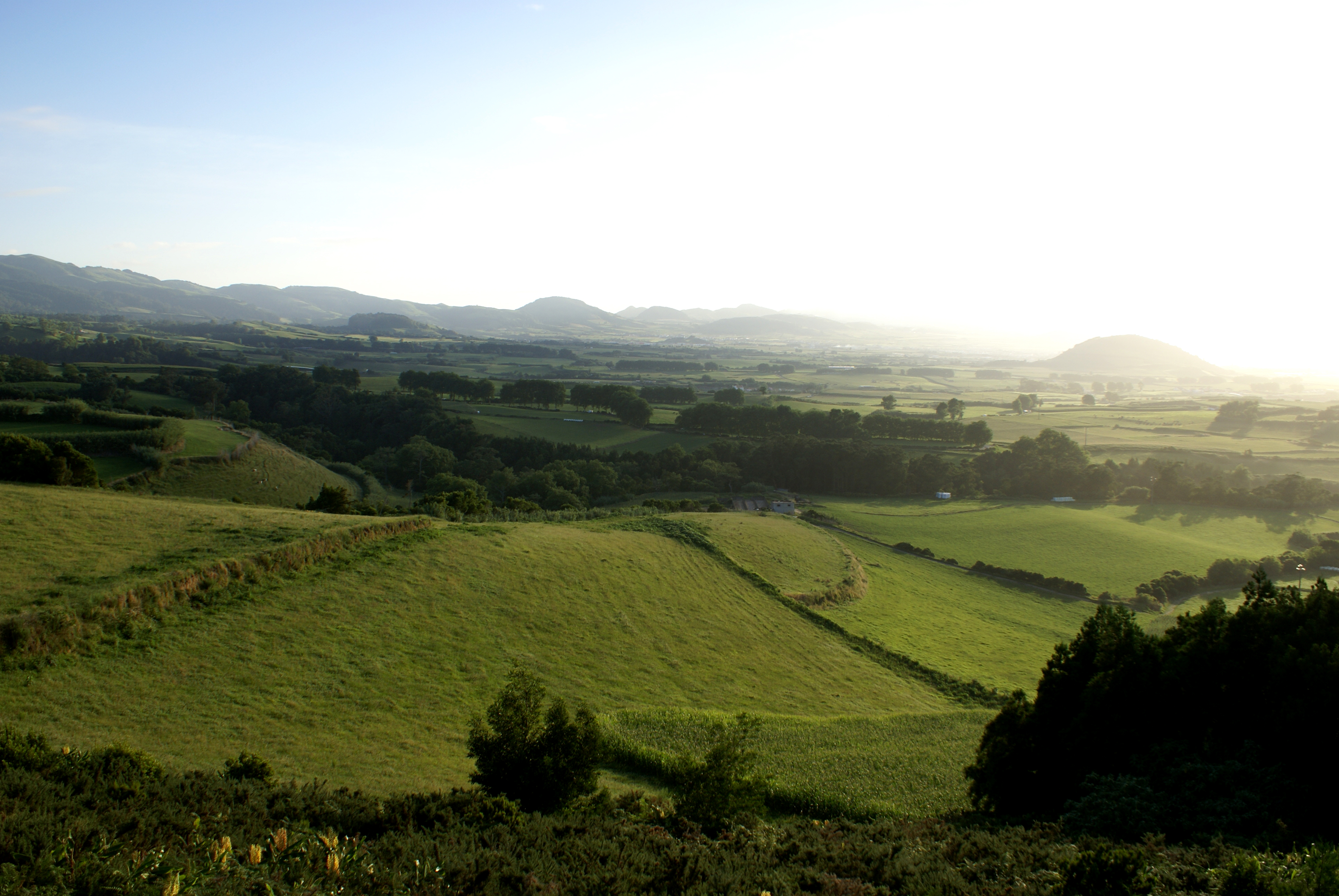

히베이라그란드(Ribeira Grande)는 포르투갈 아소르스 제도의 섬 중 하나인 상미겔섬의 주요 도시이다. 면적은 180.15km2, 인구는 2011년 기준으로 32,112명이다.